# Appendicula mimica
Appendicula mimica är en orkidéart som beskrevs av Paul Ormerod. Appendicula mimica ingår i släktet Appendicula och familjen orkidéer. Inga underarter finns listade i Catalogue of Life.